# Чехов и Ко
«Че́хов и Ко» — российский десятисерийный телефильм, поставленный к 100-летию МХАТ с актёрами МХАТа имени А. П. Чехова.
Включает в себя тридцать новелл по рассказам Антона Павловича Чехова. Премьерный показ проходил с 12 по 26 октября 1998 года на телеканале ТВ-6.

## В ролях

### 1-я серия
- «Забыл»
  - Александр Калягин — Иван Прохорович Гауптвахтов
  - Игорь Золотовицкий — продавец-немец
  - Зиновий Жук — помощник продавца
  - Алексей Золотовицкий — мальчик
  - Екатерина Михайловская — Надежда Ивановна Гауптвахтова, дочь Гауптвахтова
- «Святая простота»
  - Олег Ефремов — отец Савва Жезлов
  - Дмитрий Брусникин — Александр Саввич Жезлов, сын отца Саввы, адвокат
  - Софья Пилявская — старуха-кухарка
- «Гость»
  - Виктор Сергачёв — Парфений Саввич Перегарин, гость
  - Александр Феклистов — Зельтерский, частный поверенный, хозяин

### 2-я серия
- «Писатель»
  - Сергей Юрский — старик-писатель
  - Владимир Стержаков — Захар Семёнович Ершаков, хозяин магазина
  - Денис Баздырев — мальчик
  - Виктор Савкин — грузчик
- «Супруга»
  - Борис Щербаков — Николай Евграфович, богатый хирург
  - Татьяна Лаврова — Ольга Дмитриевна, супруга хирурга
  - Елена Панова — горничная
- «В пансионе»
  - Андрей Мягков — Дырявин, учитель математики
  - Анастасия Вознесенская — мадам Бьянка Ивановна Жевузен
  - Сергей Сазонтьев — учитель, приятель Дырявина
  - Олеся Судзиловская — Пальцева, пансионерка
  - Екатерина Галахова — пансионерка
  - Ксения Громова — пансионерка
  - Татьяна Исаева — пансионерка
  - Виктория Исакова — пансионерка
  - Наталья Ковалёва — пансионерка
  - Янина Колесниченко — пансионерка
  - Елена Панова — пансионерка
  - Наталья Попова — пансионерка

### 3-я серия
- «Жених и папенька»
  - Вячеслав Невинный — Кирилл Трофимович Кондрашкин
  - Вячеслав Невинный-мл. — Пётр Петрович Милкин
  - Игорь Верник — доктор Фитюев, приятель Милкина
  - Алёна Хованская — жена Фитюева
  - Вера Воронкова — дочь Кондрашкина
  - Татьяна Исаева — дочь Кондрашкина
  - Екатерина Комалькова — дочь Кондрашкина
  - Нелли Неведина — дочь Кондрашкина
  - Наталья Рогожкина — дочь Кондрашкина
  - Александра Скачкова — дочь Кондрашкина
  - Екатерина Кулакова — дочь Кондрашкина
- «Неосторожность»
  - Владимир Кашпур — Пётр Петрович Стрижин
  - Наталья Тенякова — Дарья, свояченица Стрижина
  - Владимир Гуркин — фармацевт
- «Хороший конец»
  - Евгений Киндинов — Николай Николаевич Стычкин, обер-кондуктор
  - Наталья Егорова — Любовь Григорьевна, сваха

### 4-я серия
- «От нечего делать»
  - Станислав Любшин — Николай Андреевич Капитонов, нотариус
  - Нелли Неведина — Анна Семёновна, жена Капитонова
  - Вадим Любшин — Иван Щупальцев, студент-техник 1 курса
  - Елена Панова — Анастасия, горничная Капитоновых
- «Дорогая собака»
  - Михаил Ефремов — Кнапс, вольноопределяющийся
  - Сергей Шкаликов — поручик Михаил Иванович Дубов
  - Игорь Арташонов — Вахрамеев, денщик
- «Хористка»
  - Алексей Жарков — Николай Петрович Колпаков
  - Евгения Добровольская — Паша, хористка
  - Марина Брусникина — жена Колпакова

### 5-я серия
- «Дипломат»
  - Александр Калягин — полковник Аристарх Иванович Пискарёв
  - Владимир Симонов — Михаил Петрович Кувалдин, титулярный советник
  - Сергей Колесников — организатор похорон
  - Раиса Максимова — родственница
- «Папаша»
  - Вячеслав Невинный — папаша
  - Нина Гуляева — мамаша
  - Павел Белозёров — учитель арифметики Иван Фёдорович
  - Ирина Апексимова — жена учителя Ариадна
  - Олеся Судзиловская — горничная
  - Татьяна Бронзова — соседка
- «Перпетуум-мобиле»
  - Станислав Любшин — Агей Алексеевич Гришуткин, судебный следователь
  - Вячеслав Жолобов — Иван Иванович Ежов, отставной генерал-майор
  - Алексей Зуев — Тимофей Васильевич Свистицкий, молодой доктор
  - Сергей Сазонтьев — Тюльпанский, товарищ прокурора
  - Наталья Рогожкина — Надежда Ивановна Ежова, дочь хозяина

### 6-я серия
- «Тапёр»
  - Андрей Панин — Петр Рублёв, тапёр
  - Дмитрий Брусникин — писатель
- «Актёрская гибель»
  - Вячеслав Невинный — Михаил Шипцов, актёр
  - Сергей Шеховцов — Сигаев, актёр
  - Валерий Войтюк — Брамс, актёр
  - Александр Васютинский — Адобашев, актёр
  - Владлен Давыдов — «благородный отец», провинциальный актёр
  - Владимир Кашпур — Максим Угрюмов — комик
  - Сергей Колесников — Василий Тигров — трагик
  - Наталья Рогожкина — актриса
  - Наталья Стукалина — актриса
  - Виктор Сергачёв — газетчик
  - Олег Тополянский — буфетчик
  - Иван Колесников — сын буфетчика
- «На чужбине»
  - Олег Ефремов — помещик Камышов
  - Уильям Роузий — Альфонс Людовикович Шампунь
  - Павел Ващилин — лакей
  - Анастасия Бусыгина — дворовая девка
  - Александра Скачкова — дворовая девка

### 7-я серия
- «Невидимые миру слёзы»
  - Станислав Любшин — подполковник Фёдор Акимович Ребротёсов
  - Марина Брусникина — Мария Петровна, жена Ребротёсова
  - Алексей Жарков — Иван Иванович Двоеточиев, инспектор духовного училища
  - Вера Воронкова — жена Двоеточиева
  - Андрей Панин — Пружина-Пружинский, помощник исправника
  - Константин Чепурин — денщик
- «Живая хронология»
  - Вячеслав Невинный — Шарамыкин
  - Игорь Васильев — вице-губернатор Лопнев
  - Александра Скачкова — Анна Павловна Шарамыкина
- «Свистуны»
  - Борис Щербаков — Алексей Фёдорович Восьмёркин, помещик
  - Игорь Васильев — брат Восьмёркина, магистр
  - Владимир Кашпур — Антип, кучер
  - Екатерина Кулакова — Дуняша, скотница
  - Михаил Ломов — Филипп, пастух

### 8-я серия
- «Безнадёжный»
  - Александр Калягин — Егор Фёдорович Шмахин
  - Владимир Стержаков — Илья, слуга Шмахина
- «Длинный язык»
  - Евгений Киндинов — Василий, муж
  - Елена Проклова — Наталья Михайловна, жена
  - Степан Добровольский — сын
  - Полина Тришина — дочь
- «Тина»
  - Александр Арсентьев — поручик Александр Григорьевич Сокольский
  - Елена Майорова — Сусанна Моисеевна Ропштейн

### 9-я серия
- «Рассказ госпожи NN»
  - Алексей Баталов — Пётр Сергеевич
  - Ия Саввина — Наталья Владимировна
- «Житейские невзгоды»
  - Алексей Жарков — Лев Иванович Попов
  - Наталья Егорова — Софья Саввишна, жена Попова
  - Павел Ващилин — студент-медик
  - Алёна Хованская — барышня-пианистка
  - Наталья Попова — подруга барышни-пианистки
- «Мыслитель»
  - Станислав Любшин — Филипп Максимович Пимфов, смотритель
  - Алексей Жарков — Илья Мартынович Яшкин, тюремный смотритель
  - Игорь Арташонов — инвалид
  - Раиса Максимова — Феона, кухарка

### 10-я серия
- «Пассажир 1-го класса»
  - Сергей Юрский — Крикунов, инженер
  - Александр Феклистов — профессор Пушков
  - Иван Власов — официант
- «Месть женщины»
  - Ирина Апексимова — Надежда Петровна Челобитьева
  - Дмитрий Брусникин — доктор
- «Сирена»
  - Вячеслав Невинный — Григорий Саввич, почётный мировой судья
  - Владимир Кашпур — Пётр Николаевич, председатель съезда
  - Евгений Киндинов — Степан Францевич, товарищ прокурора
  - Виктор Сергачёв — Иван Гурьевич Жилин, секретарь съезда
  - Вячеслав Невинный-мл. — Милкин, участковый мировой судья

## Творческая группа
- Режиссёры — Зиновий Ройзман, Дмитрий Брусникин, Александр Феклистов.
- Сценарий — Дмитрий Брусникин, Александр Феклистов.
- Оператор — Дильшад Фатхулин.
- Композитор — Евгений Ширяев. Также в фильме звучит музыка Ференца Листа, Жюля Массне, Иоганна Штрауса, Петра Чайковского, Густава Малера, Людвига ван Бетховена, Яна Сибелиуса, Николая Римского-Корсакова.
- Звукорежиссёры: Наум Боярский, Владислав Тарасов.
- Художник — Ирина Смурыгина-Терлицки.
- Продюсеры: Иван Демидов, Андрей Разбаш.